# ماونت اورب
ماونت اورب (به انگلیسی: Mount Orab) یک روستا در ایالات متحده آمریکا است که در شهرستان براون، اوهایو واقع شده‌است. ماونت اورب ۲۳٫۰۲ کیلومتر مربع مساحت و ۳٬۶۶۴ نفر جمعیت دارد و ۲۸۷ متر بالاتر از سطح دریا واقع شده‌است.